# Segrest del vol TWA 840
El segrest del vol TWA 840 fou un vol de passatgers de l'aerolínia estatunidenca Trans World Airlines (TWA) que fou segrestat el 29 d'agost de 1969 per dos membres del Front Popular per a l'Alliberament de Palestina (FPAP). No hi hagué ni morts ni ferits, tot i que l'aeronau quedà significativament danyada i dos ostatges foren retinguts durant gairebé quatre mesos.
L'agost de 1969, l'organització comunista palestina Front Popular per a l'Alliberament de Palestina (FPAP) s'assabentà que Yitshaq Rabbín, aleshores ambaixador israelià als Estats Units, planificà enlairar-se a bord d'un vol de Trans World Airlines (TWA). Aquest vol cobria el trajecte entre l'Aeroport Internacional Leonardo da Vinci de Roma, Itàlia i l'Aeroport Internacional Ben Gurion de Tel-Aviv, Israel, fent escala a l'Aeroport Internacional d'El·linikó de la ciutat grega d'Atenes. El 29 d'aquell mateix mes, dos membre de l'organització, Leila Khaled i Salim Issawi, segrestaren l'aeronau sota el nom d'«escamot Che Guevara». Rabbín no es trobà a bord, però el diplomàtic estatunidenc Thomas D. Boyatt sí. Els segrestadors feren que els pilots aterressin l'avió a l'Aeroport Internacional de Damasc, a Síria. Un cop evacuaren la nau, un Boeing 707-331B, feren esclatar amb un artefacte incendiari la cabina de l'aeronau.
Les autoritats sirianes feren creuar la duana i allotjaren en hotels de Damasc als 12 membres de la tripulació i els 95 passatgers, retenint al principi 6 passatgers israelians. D'aquells, quatre foren alliberats el dia 30. Els 2 passatgers restants, el professor Shlomo Samueloff i Salah Muallem, foren alliberats quatre mesos després, al desembre d'aquell any, a canvi de 71 soldats sirians i egipcis alliberats per Israel. Els dos segrestadors de l'FPAP foren immediatament detinguts i alliberats sense càrrecs a mitjans d'octubre.
L'aeronau patí uns danys valorats en 4 milions de dòlars. Boeing reparà la nau, ajustant la secció del nas a la línia de producció de Renton i equipant-la amb les especificacions concretes del model. Originalment numerada amb el codi N776TW, l'aeronau fou registrada de nou com a N28714 i tornà a ser operativa. El març de 1980 fou definitivament retirada de servei i enviada a la base aèria Davis-Monthan per a usar-se com a recanvis de la flota d'avions KC-135 Stratotanker de les Forces Aèries dels Estats Units d'Amèrica. La inscripció de l'aeronau fou cancel·lada el març de 1984.